# Сборная Израиля по футболу
Сборная Израиля по футболу (ивр. נבחרת ישראל בכדורגל‎) — национальная футбольная команда Государства Израиль, представляющая его на международных турнирах. Управляющая организация — Израильская футбольная ассоциация. Страна является официальным членом УЕФА с 1994 года, до этого относилась к зоне АФК и КФО. Сборная Израиля является правопреемником сборной Подмандатной Палестины и сборной Эрец-Исраэль.
Команда участвовала в отборочных турнирах чемпионата мира от трёх зон: Азии, Океании и Европы. Единственный раз сборная участвовала на Чемпионате мира 1970 года, заняв 4-е место на групповом этапе. Также, сборная Израиля является обладателем Кубка Азии по футболу 1964 года, дважды серебряным призёром (1956 и 1960) и бронзовым призёром (1968). В связи с бойкотом со стороны арабских государств Израиль покинул азиатскую зону и стал выступать сначала в зоне Океании, а затем в зоне Европы. На чемпионатах Европы сборная Израиля не выступала, поскольку ещё ни разу не проходила в финальный этап.

## История
Согласно УЕФА, первые футбольные команды в районе Тель-Авива и Яффы появились в начале XX века, после чего футбол распространился по всей территории Палестины. Первый официальный матч между командами «Маккаби» (Реховот) и объединённой командой «Маккаби» (Яффо) и «Ришон-ле-Цион», впоследствии переименованной в «Маккаби» (Тель-Авив), состоялся в 1912 году.
Израильская футбольная ассоциация является прямой наследницей футбольной ассоциации Эрец-Исраэль (ивр. התאחדות ארץ ישראלית למשחק כדור רגל‎, англ. Eretz Israelit Football Association) в подмандатной Палестине.
В 1934 году команда под именем «Палестина / Эрец-Исраэль» впервые приняла участие в отборочном турнире Чемпионата мира по футболу 1934 года.
После создания государства Израиля в 1948 году его сборная сначала выступала в АФК и выиграла Кубок Азии в 1964 году, однако затем её выступления бойкотировали в Азии ввиду усиления конфликта с арабскими государствами. С 1994 года Израиль является членом УЕФА, и его клубные команды участвуют в розыгрышах Кубка УЕФА (Лиги Европы), Кубка кубков и Лиги чемпионов, а также в отборочных играх Чемпионатов Европы и Чемпионатов мира.
Первый и единственный раз сборная Израиля выступила на чемпионате мира в 1970 году в Мексике. Команда также была близка к попаданию в финальный турнир чемпионата Европы 2000 года, дойдя до стыковых матчей, но по сумме двух встреч проиграла сборной Дании.
По состоянию на 3 апреля 2025 года сборная в рейтинге ФИФА занимает 78-е место, а в рейтинге УЕФА — 18-е.

## Чемпионаты мира
- 1950 — 1954 — не прошла квалификацию
- 1958 — не прошла плей-офф квалификации, уступив сборной Уэльса 0:2 дома и 0:2 в гостях.
- 1962 — 1966 — не прошла квалификацию
- 1970 — групповой этап
- 1974 — 2022 — не прошла квалификацию

### Отборочный турнир чемпионата мира по футболу 1950
На первом этапе отборочного турнира сборная Израиля попала в 3-ю группу вместе со сборной Югославии. В двух матчах между этими командами шла борьба за выход во второй этап отборочного турнира. Все вопросы были сняты уже в первом матче, когда 21 августа 1949 г. в Белграде хозяева разгромили израильтян со счётом 6:0. В ответном матче 18 сентября 1949 г. в Тель-Авиве хозяевам поля удалось уступить «лишь» со счётом 2:5. В этом матче первые два гола сборной Израиля в официальных матчах под эгидой ФИФА забил Иегошуа Глейзер.

### Отборочный турнир чемпионата мира по футболу 1954
Израиль попал в 10-ю отборочную группу вместе с командами Югославии и Греции. Первые два матча израильтяне проводили в гостях. 1 ноября 1953 года Израиль минимально уступил Греции 0:1. Через неделю, 8 ноября, снова минимально уступили Югославии 0:1. Ответные домашние матчи весной 1954 года также завершились неудачей для израильской сборной. 8 марта проиграли Греции 0:2, а 21 марта — Югославии 0:1. В итоге Израиль завершил отборочный турнир на последнем месте в своей отборочной.

### Отборочный турнир чемпионата мира по футболу 1958
Израиль начал отборочный турнир со второго этапа, попав во 2-ю группу отборочного турнира стран Африки и Азии, вместе со сборной Турции. Турция отказалась играть в азиатской группе, поэтому Израиль автоматически вышел в третий этап соревнований. На третьем этапе Израиль должен был играть против сборной Индонезии. Однако индонезийцы снялись с турнира, после отказа ФИФА удовлетворить их просьбу об игре со сборной Израиля на нейтральном поле. Таким образом Израиль вышел в четвёртый этап автоматически.
На четвёртом этапе отборочного турнира Израиль должен был играть со сборной Судана. Однако Судан также отказался играть с Израилем, поэтому Израиль должен был бы получить путёвку на чемпионат мира автоматически, но до начала отборочного турнира ФИФА ввела правило, что ни одна команда (кроме чемпиона мира и страны-хозяйки финального турнира чемпионата мира) не может получить путёвку, не сыграв в отборочном турнире хотя бы в одном матче. Поскольку сборная Израиля до сих пор не сыграла ни одного матча в отборочном турнире, были назначены два стыковых матча (дома и в гостях) между Израилем и одной из вторых команд из отборочных групп УЕФА. Победитель по сумме двух матчей должен был получить путёвку в финальный турнир чемпионата мира. Сборная Бельгии отказалась участвовать в стыковых матчах, а вот сборная Уэльса, вторая команда в 4-й отборочной группе УЕФА, приняла это предложение.
15 января 1958 г. на стадионе в Рамат-Гане сборная Израиля уступила гостям из Уэльса со счётом 0:2. 5 февраля в Кардиффе, в ответном матче сборная Уэльса вновь обыграла израильскую команду со счётом 2:0 и впервые завоевала путёвку на финальный турнир чемпионата мира 1958 года.

### Отборочный турнир чемпионата мира по футболу 1962
Сборная Израиля попала в 7-ю отборочную группу вместе с командами Румынии, Италии, Кипра и Эфиопии. Соревнования проходили по системе плей-офф, где команды играли по два матча (дома и в гостях). На первом этапе израильская команда по жребию играла со сборной Кипра. Первый матч состоялся 13 ноября 1960 г. в Никосии, и завершился со счётом 1:1. Ответный матч прошёл через две недели 27 ноября в Рамат-Гане и завершился убедительной победой израильской сборной — 6:1. Хет-трик сделал Шломо Леви и дублем отметился Наум Стельмах. Израильтяне победили по сумме двух игр (7:2), и вышли в следующий этап, где им предстояло сыграть со сборной Эфиопии. Первый матч прошёл 14 марта 1961 г. в Тель-Авиве, и завершился минимальной победой хозяев поля — 1:0. Там же состоялся и «ответный» матч, в котором снова победила сборная Израиля — 3:2. В этой игре дублем отметился Иошуа Глазер. Таким образом по сумме двух игр израильтяне победили 4:2 и вышли в следующий этап отборочного турнира, где им предстояло сыграть против сборной Италии. Первый матч проходил 15 октября 1961 г. в Тель-Авиве. Хозяевам поля сопутствовала удача, и до 52-й минуты они вели в счёте (2:0). Однако гости смогли переломить ход встречи и забили четыре безответных мяча, победив со счётом 4:2. Ответный матч проходил 4 ноября в Турине и завершился разгромным поражением израильской команды — 0:6. Таким образом сборная Израиля уступила по сумме двух игр 2:10 и не смогла пробиться в финальную часть чемпионата мира по футболу 1962 г.

### Отборочный турнир чемпионата мира по футболу 1966
Сборная Израиля попала в первую отборочную группу УЕФА вместе с командами Бельгии и Болгарии. 9 мая 1965 г. в Брюсселе израильтяне уступили сборной Бельгии 0:1. 13 июня сборная Израиля проиграла в Софии болгарской команде со счётом 0:4. 10 ноября в Рамат-Гане хозяева поля потерпели второе крупное поражение в отборочном цикле, на этот от сборной Бельгии — 0:5. 21 ноября израильтяне вновь проиграли в Рамат-Гане, на этот раз болгарской сборной со счётом 1:2. Таким образом сборная Израиля завершила отборочный турнир на последнем месте в своей группе и не попала на финальный турнир чемпионат мира 1966 г.

### Отборочный турнир чемпионата мира по футболу 1970
Согласно жеребьёвке сборная Израиля попала в отборочную зону «Азия и Океания». Команда должна была начать турнир со второго этапа, в одной отборочной группе с командами КНДР и Новой Зеландии. Однако сборная КНДР отказалась играть в Израиле и была дисквалифицирована ФИФА. Таким образом борьба за выход в следующий этап соревнований ограничилась двумя матчами между Израилем и Новой Зеландией. Оба матча прошли в Рамат-Гане. 28 сентября 1969 г. Израиль крупно выиграл со счётом 4:0, причём дублем отличился Фельгенбаум. Через три дня израильтяне вновь выиграли 2:0 и вышли в третий, финальный этап соревнований. На этой стадии израильская сборная дважды встретилась со сборной Австралии. 4 декабря в Рамат-Гане сборная Израиля одержала минимальную победу — 1:0. 14 декабря в Сиднее израильская сборная добилась ничьей — 1:1 и впервые в своей истории завоевала право участия в финальном турнире чемпионата мира.

#### Выступление на ЧМ-1970
В финальной части турнира израильская сборная попала в группу 2 вместе с командами Италии, Уругвая и Швеции. 2 июня 1970 года в своём первом матче на чемпионатах мира сборная Израиля уступила команде Уругвая со счётом 0:2. В своём втором матче 7 июня команда Израиля сыграла 1:1 со сборной Швеции. Первый гол израильтян на чемпионатах забил Мордехай Шпиглер, сравняв счёт в матче на 56-й минуте. Свой третий матч 11 июня сборная Израиля сыграла вничью (0:0) против будущего вице-чемпиона мира — сборной Италии. Заняв последнее, 4-е место в группе, сборная Израиля не смогла преодолеть групповой этап турнира.

### Отборочный турнир чемпионата мира по футболу 1982
Сборная Израиля выступила в 6-й европейской отборочной группе, играли со сборными Шотландии, Сев. Ирландии, Швеции и Португалии. Выступление оказалось крайне неудачным, заняли последнее место в группе. Результаты матчей: с Шотландией 0:1 и 1:3, с Сев. Ирландией 0:0 и 0:1, со Швецией 1:1 и 0:0, с Португалией 0:3 и 4:1.
| М | Команда           | И | В | Н | П | Мячи   | ±  | О  |
| - | ----------------- | - | - | - | - | ------ | -- | -- |
| 1 | Шотландия         | 8 | 4 | 3 | 1 | 9 − 4  | +5 | 11 |
| 2 | Северная Ирландия | 8 | 3 | 3 | 2 | 6 − 3  | +3 | 9  |
| 3 | Швеция            | 8 | 3 | 2 | 3 | 7 − 8  | −1 | 8  |
| 4 | Португалия        | 8 | 3 | 1 | 4 | 8 − 11 | −3 | 7  |
| 5 | Израиль           | 8 | 1 | 3 | 4 | 6 − 10 | −4 | 5  |

И — игры, В — выигрыши, Н — ничьи, П — проигрыши, Мячи — забитые и пропущенные голы, ± — разница голов, О — очки

### Отборочный турнир чемпионата мира по футболу 1986
Сборная Израиля выступала в тихоокеанской континентальной зоне (ОФК), встречалась со сборными Австралии, Новой Зеландии и Тайваня.
Вот результаты: с Австралией 1:2 и 1:1, с Новой Зеландией 1:3 и 3:0, с Тайванем 6:0 и 5:0. Итог: второе место в группе. Сборная Австралии вышла из группы в стыковой матч против европейской сборной.
| М | Команда        | И | В | Н | П | Мячи   | ±   | О  |
| - | -------------- | - | - | - | - | ------ | --- | -- |
| 1 | Австралия      | 6 | 4 | 2 | 0 | 20 − 2 | +18 | 10 |
| 2 | Израиль        | 6 | 3 | 1 | 2 | 17 − 6 | +11 | 7  |
| 3 | Новая Зеландия | 6 | 3 | 1 | 2 | 13 − 7 | +6  | 7  |
| 4 | Тайвань        | 6 | 0 | 0 | 6 | 1 − 36 | −35 | 0  |

И — игры, В — выигрыши, Н — ничьи, П — проигрыши, Мячи — забитые и пропущенные голы, ± — разница голов, О — очки

### Отборочный турнир чемпионата мира по футболу 1990
Отборочный турнир, ОФК

Сборная Израиля выступала в тихоокеанской континентальной зоне (ОФК), вступив в борьбу напрямую в финальной стадии. Израильтяне вышли победителями в турнире со сборными Австралии и Новой Зеландии.

Израиль — Новая Зеландия — 1:0

Австралия — Новая Зеландия — 4:1

Израиль — Австралия — 1:1

Новая Зеландия — Австралия — 2:0

Новая Зеландия — Израиль — 2:2

Австралия — Израиль — 1:1
| М | Команда        | И | В | Н | П | Мячи  | ±  | О |
| - | -------------- | - | - | - | - | ----- | -- | - |
| 1 | Израиль        | 4 | 1 | 3 | 0 | 5 − 4 | +1 | 5 |
| 2 | Австралия      | 4 | 1 | 2 | 1 | 6 − 5 | +1 | 4 |
| 3 | Новая Зеландия | 4 | 1 | 1 | 2 | 5 − 7 | −2 | 3 |

И — игры, В — выигрыши, Н — ничьи, П — проигрыши, Мячи — забитые и пропущенные голы, ± — разница голов, О — очки

По регламенту ФИФА далее предстояли стыковые матчи с одной из южноамериканских сборных.
Стыковые матчи КОНМЕБОЛ/ОФК

Колумбия — Израиль — 1:0

Израиль — Колумбия — 0:0
Таким образом, в финальную часть чемпионата мира по футболу 1990 вышла сборная Колумбии.

### Отборочный турнир чемпионата мира по футболу 1994
Сборная Израиля играла в 6-й отборочной группе вместе со сборными Швеции, Болгарии, Франции, Австрии и Финляндии. Израильтяне выступили крайне неудачно, заняв последнее место в группе. Единственным утешением стала сенсационная победа над сборной Франции в Париже, лишившая французов путёвки в финальный турнир.
Результаты игр: со Швецией 1:3 и 0:5, с Болгарией 0:2 и 2:2, с Францией 0:4 и 3:2, с Австрией 2:5 и 1:1, с Финляндией 0:0 и 1:3.
| М | Команда   | И  | В | Н | П | Мячи    | ±   | О  |
| - | --------- | -- | - | - | - | ------- | --- | -- |
| 1 | Швеция    | 10 | 6 | 3 | 1 | 19 − 8  | +11 | 15 |
| 2 | Болгария  | 10 | 6 | 2 | 2 | 19 − 10 | +9  | 14 |
| 3 | Франция   | 10 | 6 | 1 | 3 | 17 − 10 | +7  | 13 |
| 4 | Австрия   | 10 | 3 | 2 | 5 | 15 − 16 | −1  | 8  |
| 5 | Финляндия | 10 | 2 | 1 | 7 | 9 − 18  | −9  | 5  |
| 6 | Израиль   | 10 | 1 | 3 | 6 | 10 − 27 | −17 | 5  |

И — игры, В — выигрыши, Н — ничьи, П — проигрыши, Мячи — забитые и пропущенные голы, ± — разница голов, О — очки

### Отборочный турнир чемпионата мира по футболу 1998
Сборная Израиля играла в группе 5 со сборными Болгарии, России, Кипра и Люксембурга.
Результаты: со сборной Болгарии 2:1 и 0:1, со сборной России 1:1 и 0:2, со сборной Кипра 0:2 и 2:0, со сборной Люксембурга 1:0 и 3:0. В результате сборная Израиля заняла третье место.
| М | Команда    | И | В | Н | П | Мячи    | ±   | О  |
| - | ---------- | - | - | - | - | ------- | --- | -- |
| 1 | Болгария   | 8 | 6 | 0 | 2 | 18 − 9  | +9  | 18 |
| 2 | Россия     | 8 | 5 | 2 | 1 | 19 − 5  | +14 | 17 |
| 3 | Израиль    | 8 | 4 | 1 | 3 | 9 − 7   | +2  | 13 |
| 4 | Кипр       | 8 | 3 | 1 | 4 | 10 − 15 | −5  | 10 |
| 5 | Люксембург | 8 | 0 | 0 | 8 | 2 − 22  | −20 | 0  |

И — игры, В — выигрыши, Н — ничьи, П — проигрыши, Мячи — забитые и пропущенные голы, ± — разница голов, О — очки

### Отборочный турнир чемпионата мира по футболу 2002
Сборная Израиля попала в 7-ю отборочную группу зоны УЕФА вместе с командами Испании, Австрии, Боснии и Герцеговины, Лихтенштейна. Команда довольно ровно проводила отборочную кампанию, обыграв дома Лихтенштейн (2:0), Боснию и Герцеговину (3:1), и сыграв вничью (1:1) с испанцами. На выезде успехи оказались скромнее: поражения от испанцев (0:2) и австрийцев (1:2), ничья в Боснии и Герцеговине (0:0), и победа в Лихтенштейне (3:0). Для израильской сборной всё решалось в последнем групповом матче, дома против Австрии. В случае победы израильтяне по лучшей разности забитых/пропущенных мячей могли обойти сборную Австрии в турнирной таблице, и заняв 2-е место в группе, попасть в стыковые матчи за право попадания на чемпионат мира. До 90-й минуты Израиль вёл в счёте (1:0). Но на 2-й добавленной минуте все усилия хозяев поля перечеркнул гол Андреаса Херцога. Таким образом матч закончился со счётом 1:1, Израиль занял 3-е место в отборочной группе (после Испании и Австрии), а в стыковые матчи попали австрийцы.
| М | Команда              | И | В | Н | П | Мячи    | ±   | О  |
| - | -------------------- | - | - | - | - | ------- | --- | -- |
| 1 | Испания              | 8 | 6 | 2 | 0 | 21 − 4  | +17 | 20 |
| 2 | Австрия              | 8 | 4 | 3 | 1 | 10 − 8  | +2  | 15 |
| 3 | Израиль              | 8 | 3 | 3 | 2 | 11 − 7  | +4  | 12 |
| 4 | Босния и Герцеговина | 8 | 2 | 2 | 4 | 12 − 12 | 0   | 8  |
| 5 | Лихтенштейн          | 8 | 0 | 0 | 8 | 0 − 23  | −23 | 0  |

И — игры, В — выигрыши, Н — ничьи, П — проигрыши, Мячи — забитые и пропущенные голы, ± — разница голов, О — очки

### Отборочный турнир чемпионата мира по футболу 2006
Сборная Израиля выступала в 4-й группе со сборными Франции, Швейцарии, Ирландии, Кипра и Фарерских островов. Эта была одна из лучших отборочных компаний сборной, в которой израильская команда не проиграла ни одного матча и уступила второе место в группе лишь по худшей разности мячей — Швейцарии. По ходу борьбы сложилась ситуация, что 4 сборные сыграли между собой почти все матчи вничью, а у остальных, более слабых команд, — выиграли. Шаткое равновесие было нарушено после матча Ирландия — Франция — 0:1, и победители практически обеспечили себе первенство. Результаты матчей сборной Израиля: с Францией 0:0 и 1:1, со Швейцарией 2:2 и 1:1, с Ирландией 1:1 и 2:2, с Кипром 2:1 и 2:1, с Фарерами 2:0 и 2:1.
| М | Команда           | И  | В | Н | П | Мячи    | ±   | О  |
| - | ----------------- | -- | - | - | - | ------- | --- | -- |
| 1 | Франция           | 10 | 5 | 5 | 0 | 14 − 2  | +12 | 20 |
| 2 | Швейцария         | 10 | 4 | 6 | 0 | 18 − 7  | +11 | 18 |
| 3 | Израиль           | 10 | 4 | 6 | 0 | 15 − 10 | +5  | 18 |
| 4 | Ирландия          | 10 | 4 | 5 | 1 | 12 − 5  | +7  | 17 |
| 5 | Кипр              | 10 | 1 | 1 | 8 | 8 − 20  | −12 | 4  |
| 6 | Фарерские острова | 10 | 0 | 1 | 9 | 4 − 27  | −23 | 1  |

И — игры, В — выигрыши, Н — ничьи, П — проигрыши, Мячи — забитые и пропущенные голы, ± — разница голов, О — очки

### Отборочный турнир чемпионата мира по футболу 2010
Сборная Израиля выступала в группе 2 против сборных Швейцарии, Греции, Латвии, Люксембурга и Молдавии. Отборочная компания была проведена крайне неудачно: лишь четвёртое место и много разочаровывающих результатов в матчах. Результаты игр: со Швейцарией 2:2 и 0:0, с Грецией 1:1 и 1:2, с Латвией 1:1 и 0:1, с Люксембургом 3:1 и 7:0, с Молдавией 2:1 и 3:1.
| М | Команда    | И  | В | Н | П | Мячи    | ±   | О  |
| - | ---------- | -- | - | - | - | ------- | --- | -- |
| 1 | Швейцария  | 10 | 6 | 3 | 1 | 18 − 8  | +10 | 21 |
| 2 | Греция     | 10 | 6 | 2 | 2 | 20 − 10 | +10 | 20 |
| 3 | Латвия     | 10 | 5 | 2 | 3 | 18 − 15 | +3  | 17 |
| 4 | Израиль    | 10 | 4 | 4 | 2 | 20 − 10 | +10 | 16 |
| 5 | Люксембург | 10 | 1 | 2 | 7 | 4 − 25  | −21 | 5  |
| 6 | Молдова    | 10 | 0 | 3 | 7 | 5 − 18  | −13 | 3  |

И — игры, В — выигрыши, Н — ничьи, П — проигрыши, Мячи — забитые и пропущенные голы, ± — разница голов, О — очки

### Отборочный турнир чемпионата мира по футболу 2014
Сборная Израиля выступила в группе F со сборными России, Португалии, Азербайджана, Сев. Ирландии и Люксембурга.
Шесть лет назад сборная Израиля едва не лишила Россию путёвки на главный турнир Евро-2008, а на этот раз израильтяне проиграли россиянам оба матча, а у португальцев отняли 4 очка. Вот результаты: с Россией 0:4 и 1:3, с Португалией 3:3 и 1:1, с Азербайджаном 1:1 и 1:1, с Сев. Ирландией 2:0 и 1:1, с Люксембургом 6:0 и 3:0.
| М | Команда           | И  | В | Н | П | Мячи    | ±   | О  |
| - | ----------------- | -- | - | - | - | ------- | --- | -- |
| 1 | Россия            | 10 | 7 | 1 | 2 | 20 − 5  | +15 | 22 |
| 2 | Португалия        | 10 | 6 | 3 | 1 | 20 − 9  | +11 | 21 |
| 3 | Израиль           | 10 | 3 | 5 | 2 | 19 − 14 | +5  | 14 |
| 4 | Азербайджан       | 10 | 1 | 6 | 3 | 7 − 11  | −4  | 9  |
| 5 | Северная Ирландия | 10 | 1 | 4 | 5 | 9 − 17  | −8  | 7  |
| 6 | Люксембург        | 10 | 1 | 3 | 6 | 7 − 26  | −19 | 6  |

И — игры, В — выигрыши, Н — ничьи, П — проигрыши, Мячи — забитые и пропущенные голы, ± — разница голов, О — очки

### Отборочный турнир чемпионата мира по футболу 2018
Сборная Израиля попала в группу G со сборными Испании, Италии, Албании, Македонии и Лихтенштейна. Мяч круглый, однако выход из такой группы даже со второго места в стыковые игры означал бы громкую сенсацию. Израиль «по рангу» проиграл стартовый матч дома сборной Италии 1:3, хотя и оказал посильное сопротивление. Следующие 2 матча были выиграны, также «по рангу» у сборных Македонии и Лихтенштейна с одинаковым счётом 2:1, но игра сборной в этих матчах вызвала справедливую критику специалистов и просто болельщиков, особенно натужная победа над «карликом» Лихтенштейном дома, в Израиле. Выездной матч с Албанией сложился для сборной Израиля благоприятно: поведя в счёте и получив численное преимущество после пенальти и удаления у хозяев в первом тайме, «сине-белые» довели игру до крупной победы (3:0) над албанцами, заработавшими во втором тайме ещё одну красную карточку. После 6-го тура сборные Испании и Италии, выиграв свои матчи, оторвались от преследователей (Албания и Израиль) уже на 7 очков, а после гостевого поражения от Италии в сентябре 2017 сборная выбыла из борьбы за путёвку в финальную часть чемпионата мира за два тура до конца, и матчи против Лихтенштейна в гостях (1:0) и Испании дома (0:1) уже не имели турнирного значения.
| М | Команда     | И  | В | Н | П  | Мячи    | ±   | О  |
| - | ----------- | -- | - | - | -- | ------- | --- | -- |
| 1 | Испания     | 10 | 9 | 1 | 0  | 36 − 3  | +33 | 28 |
| 2 | Италия      | 10 | 7 | 2 | 1  | 21 − 8  | +13 | 23 |
| 3 | Албания     | 10 | 4 | 1 | 5  | 10 − 13 | −3  | 13 |
| 4 | Израиль     | 10 | 4 | 0 | 6  | 10 − 15 | −5  | 12 |
| 5 | Македония   | 10 | 3 | 2 | 5  | 15 − 15 | 0   | 11 |
| 6 | Лихтенштейн | 10 | 0 | 0 | 10 | 1 − 39  | −38 | 0  |

И — игры, В — выигрыши, Н — ничьи, П — проигрыши, Мячи — забитые и пропущенные голы, ± — разница голов, О — очки

## Чемпионаты Европы
- 1996 — не прошла квалификацию
- 2000 — не прошла плей-офф квалификации, уступив сборной Дании 0:5 дома и 0:3 в гостях.
- 2004 — 2024 — не прошла квалификацию

### Отборочный турнир чемпионата Европы по футболу 1996
Сборная Израиля выступала в группе 1 и сыграла неудачно, несмотря на победу над сильной сборной Польши (2:1). Пятое место в группе совсем не то, что ожидали от сборной.
| Место | Команда     | Флаг Румынии | Флаг Франции | Флаг Словакии | Флаг Польши | Флаг Израиля | Флаг Азербайджана | И  | В | Н | П | М     | О  |
| ----- | ----------- | ------------ | ------------ | ------------- | ----------- | ------------ | ----------------- | -- | - | - | - | ----- | -- |
| 1     | Румыния     |              | 1:3 0:0      | 3:2 2:0       | 2:1 0:0     | 1:1 2:1      | 3:0 4:1           | 10 | 6 | 3 | 1 | 18-9  | 21 |
| 2     | Франция     | 3:1 0:0      |              | 0:0 4:0       | 0:0 1:1     | 0:0 2:0      | 2:0 10:0          | 10 | 5 | 5 | 0 | 22-2  | 20 |
| 3     | Словакия    | 2:3 0:2      | 0:0 0:4      |               | 0:5 4:1     | 2:2 1:0      | 4:1 1:0           | 10 | 4 | 2 | 4 | 14-18 | 14 |
| 4     | Польша      | 1:2 0:0      | 0:0 1:1      | 5:0 1:4       |             | 1:2 4:3      | 1:0 0:0           | 10 | 3 | 4 | 3 | 14-12 | 13 |
| 5     | Израиль     | 1:1 1:2      | 0:0 0:2      | 2:2 0:1       | 2:1 3:4     |              | 2:0               | 10 | 3 | 3 | 4 | 13-13 | 12 |
| 6     | Азербайджан | 0:3 1:4      | 0:2 0:10     | 1:4 0:1       | 0:1 0:0     | 0:2          |                   | 10 | 0 | 1 | 9 | 2-29  | 1  |

### Отборочный турнир чемпионата Европы по футболу 2000
Сборная Израиля попала в группу 6 отборочного турнира вместе с командами Испании, Австрии, Кипра и Сан-Марино. Команда провела отборочную кампанию без больших срывов. Все домашние победы были одержаны с крупным счётом — 3:0 против Кипра, 5:0 против Австрии, и 8:0 против Сан-Марино. Лишь испанцам команда уступила на своём поле — 1:2. На выезде «очковый урожай» оказался скромнее — 5:0 против Сан-Марино, 1:1 против Австрии, 2:3 против Кипра, и 0:3 против Испании. В итоге израильская команда набрала 13 очков, как и сборная Австрии, но обошла австрийцев в итоговой таблице по разности мячей (25:9 у Израиля, 19:20 у Австрии), и по результатам личных встреч (5:0, 1:1). Таким образом сборная Израиля заняла 2-е место в своей отборочной группе и попала в матчи плей-офф, где разыгрывалась прямая путёвка на финальный турнир чемпионата Европы 2000.
| Место | Команда    | Флаг Испании | Флаг Израиля | Флаг Австрии | Флаг Кипра | Флаг Сан-Марино | И | В | Н | П | М     | О  |
| ----- | ---------- | ------------ | ------------ | ------------ | ---------- | --------------- | - | - | - | - | ----- | -- |
| 1     | Испания    |              | 2:1 3:0      | 9:0 3:1      | 2:3 8:0    | 6:0 9:0         | 8 | 7 | 0 | 1 | 42-5  | 21 |
| 2     | Израиль    | 1:2 0:3      |              | 1:1 5:0      | 3:0 2:3    | 5:0 8:0         | 8 | 4 | 1 | 3 | 25-9  | 13 |
| 3     | Австрия    | 0:9 1:3      | 1:1 0:5      |              | 3:0 3:1    | 4:1 7:0         | 8 | 4 | 1 | 3 | 19-20 | 13 |
| 4     | Кипр       | 3:2 0:8      | 0:3 3:2      | 0:3 1:3      |            | 1:0 4:0         | 8 | 4 | 0 | 4 | 12-21 | 12 |
| 5     | Сан-Марино | 0:6 0:9      | 0:5 0:8      | 1:4 0:7      | 0:1 0:4    |                 | 8 | 0 | 0 | 8 | 1-44  | 0  |

В матчах плей-офф жребий свёл израильтян со сборной Дании (2-е место в 1-й отборочной группе). Все вопросы были сняты уже в первом матче в Израиле. Датчане не оставили хозяевам поля никаких шансов и победили со счётом 5:0. Ответная игра в Копенгагене стала простой формальностью, но и её датчане выиграли со счётом 3:0. После игр плей-офф разразился скандал: выяснилось, что перед первым стыковым матчем несколько игроков провели ночь в отеле с женщинами лёгкого поведения, и многие поспешили назвать подобные действия причиной разгромного поражения.

### Отборочный турнир чемпионата Европы по футболу 2004
Сборная Израиля играла в первой отборочной группе против Франции, Словении, Кипра и Мальты. Итог: третье место. Сыграли с Францией 1:2 и 0:3, со Словенией 0:0 и 1:3, с Кипром 1:1 и 2:0, с Мальтой 2:0 и 2:2.
| М | Команда  | И | В | Н | П | Мячи    | ±   | О  |
| - | -------- | - | - | - | - | ------- | --- | -- |
| 1 | Франция  | 8 | 8 | 0 | 0 | 29 − 2  | +27 | 24 |
| 2 | Словения | 8 | 4 | 2 | 2 | 15 − 12 | +3  | 14 |
| 3 | Израиль  | 8 | 2 | 3 | 3 | 9 − 11  | −2  | 9  |
| 4 | Кипр     | 8 | 2 | 2 | 4 | 9 − 18  | −9  | 8  |
| 5 | Мальта   | 8 | 0 | 1 | 7 | 5 − 24  | −19 | 1  |

И — игры, В — выигрыши, Н — ничьи, П — проигрыши, Мячи — забитые и пропущенные голы, ± — разница голов, О — очки

### Отборочный турнир чемпионата Европы по футболу 2008
Соперниками сборной Израиля были сборные Хорватии, России, Англии, Македонии, Эстонии и Андорры.
В компании столь серьёзных соперников сборная Израиля выступила достойно. Хотя итоговое место оказалось только четвёртым, лишь одного очка не хватило сборной, чтобы догнать занявшую второе место сборную России.
Стартовала сборная Израиля весьма удачно, победив на выезде Эстонию (1:0), дома Андорру (4:1) и сыграв вничью на выезде (1:1) с Россией. Затем, однако, было драматическое поражение в Рамат-Гане от сборной Хорватии (3:4). Сборная Хорватии является для Израиля крайне неудобным соперником. Ни одного очка взять у хорватской сборной израильтянам пока не удалось. Затем последовала ничья с Англией (0:0), победа над Эстонией (4:0), Македонией (2:1) и Андоррой (2:0), две последние на выезде. Ожидаемо уступив Англии на Уэмбли (0:3) и Хорватии (0:1), сборная Израиля практически лишилась шансов на выход из группы, но не опустила руки. Всем памятен матч против сборной России, будущего бронзового призёра турнира. Сборная Израиля отлично провела встречу и победила 2:1, тем самым поставив под сомнение выход сборной России из группы. Однако этой победы, а также победы над Македонией (1:0) израильтянам не хватило для выхода из группы.
| М | Команда   | И  | В | Н | П  | Мячи    | ±   | О  |
| - | --------- | -- | - | - | -- | ------- | --- | -- |
| 1 | Хорватия  | 12 | 9 | 2 | 1  | 28 − 8  | +20 | 29 |
| 2 | Россия    | 12 | 7 | 3 | 2  | 18 − 7  | +11 | 24 |
| 3 | Англия    | 12 | 7 | 2 | 3  | 24 − 7  | +17 | 23 |
| 4 | Израиль   | 12 | 7 | 2 | 3  | 20 − 12 | +8  | 23 |
| 5 | Македония | 12 | 4 | 2 | 6  | 12 − 12 | 0   | 14 |
| 6 | Эстония   | 12 | 2 | 1 | 9  | 5 − 21  | −16 | 7  |
| 7 | Андорра   | 12 | 0 | 0 | 12 | 2 − 42  | −40 | 0  |

И — игры, В — выигрыши, Н — ничьи, П — проигрыши, Мячи — забитые и пропущенные голы, ± — разница голов, О — очки

### Отборочный турнир чемпионата Европы по футболу 2012
Сборная Израиля попала в группу F отборочного турнира вместе с командами Греции, Хорватии, Латвии, Грузии и Мальты.
В результате сборная Израиля не смогла составить достойной конкуренции победителям группы, сборным Греции и Хорватии, проиграв им все 4 матча (1:2 и 0:1 Греции, 1:2 и 1:3 Хорватии). И хотя в остальных матчах была зафиксирована только 1 ничья (0:0 с Грузией) при 5 победах (1:0 с Грузией, 2:1 и 2:1 с Латвией, 3:1 и 2:0 с Мальтой), итоговое место оказалось третьим.
| М | Команда  | И  | В | Н | П | Мячи    | ±   | О  |
| - | -------- | -- | - | - | - | ------- | --- | -- |
| 1 | Греция   | 10 | 7 | 3 | 0 | 14 − 5  | +9  | 24 |
| 2 | Хорватия | 10 | 7 | 1 | 2 | 18 − 7  | +11 | 22 |
| 3 | Израиль  | 10 | 5 | 1 | 4 | 13 − 11 | +2  | 16 |
| 4 | Латвия   | 10 | 3 | 2 | 5 | 9 − 12  | −3  | 11 |
| 5 | Грузия   | 10 | 2 | 4 | 4 | 7 − 9   | −2  | 10 |
| 6 | Мальта   | 10 | 0 | 1 | 9 | 4 − 21  | −17 | 1  |

И — игры, В — выигрыши, Н — ничьи, П — проигрыши, Мячи — забитые и пропущенные голы, ± — разница голов, О — очки

### Отборочный турнир чемпионата Европы по футболу 2016
По итогам жеребьёвки отборочного турнира ЧЕ-2016, прошедшей 23 февраля 2014 года сборная Израиля попала в одну группу (Группа «B») с командами Андорры, Бельгии, Боснии и Герцеговины, Кипра и Уэльса.
Начало отборочной кампании сложилось для футболистов Израиля очень неплохо. Были одержаны две выездные победы, 10 октября 2014 года на Кипре — 2:1, а через три дня (13 октября 2014 года) в Андорре — 4:1. В этом матче отличился Омер Дамари, которому удался первый хет-трик в составе сборной Израиля. 16 ноября 2014 года, в своём первом матче на стадионе «Самми Офер» в Хайфе, национальная сборная Израиля с крупным счётом (3:0) обыграла сборную Боснии и Герцеговины, и возглавила свою отборочную группу. Однако последовавшие три поражения подряд (дома — 0:3 от Уэльса, 0:1 от Бельгии, и 1:3 на выезде от Боснии и Герцеговины) отбросили команду на третье место в турнирной таблице. Осенью 2015 года сборная сыграла весьма неудачно, одержав только одну победу над Андоррой (4:0), сыграв вничью с Уэльсом (0:0) и проиграв остальные матчи (1:2 Кипру и 1:3 Бельгии). В итоге — только четвёртое место.
| М | Команда              | И  | В | Н | П  | Мячи    | ±   | О  |
| - | -------------------- | -- | - | - | -- | ------- | --- | -- |
| 1 | Бельгия              | 10 | 7 | 2 | 1  | 24 − 5  | +19 | 23 |
| 2 | Уэльс                | 10 | 6 | 3 | 1  | 11 − 4  | +7  | 21 |
| 3 | Босния и Герцеговина | 10 | 5 | 2 | 3  | 17 − 12 | +5  | 17 |
| 4 | Израиль              | 10 | 4 | 1 | 5  | 16 − 14 | +2  | 13 |
| 5 | Кипр                 | 10 | 4 | 0 | 6  | 16 − 17 | −1  | 12 |
| 6 | Андорра              | 10 | 0 | 0 | 10 | 4 − 36  | −32 | 0  |

И — игры, В — выигрыши, Н — ничьи, П — проигрыши, Мячи — забитые и пропущенные голы, ± — разница голов, О — очки

## Кубок Азии по футболу
- 1956 — финалист
- 1960 — финалист
- 1964 — чемпион
- 1968 — 3-е место
- 1972 — 1992 — не принимала участия

## Олимпийские игры
- 1968 — 1/4 финала
- 1976 — 1/4 финала

## Текущий состав
Следующие игроки были вызваны в состав сборной главным тренером Алоном Хазаном для участия в стыковом матче отборочного турнира к чемпионату Европы 2024 против сборной Исландии (21 марта 2024).
Игры и голы приведены по состоянию на 26 марта 2024 года:
| 1  | Вр  | Гад Амос            | 24 декабря 1988 (36 лет)  | 0  | 0  | Маккаби Бней Рейне   |  |  |
| 18 | Вр  | Омри Глазер         | 11 марта 1996 (29 лет)    | 13 | 0  | Црвена Звезда        |  |  |
| 23 | Вр  | Йоав Джерафи        | 29 августа 1993 (31 год)  | 1  | 0  | Хапоэль (Хайфа)      |  |  |
|    |     |                     |                           |    |    |                      |  |  |
| 2  | Защ | Эли Даса            | 3 декабря 1992 (32 года)  | 62 | 0  | Динамо (Москва)      |  |  |
| 3  | Защ | Шон Голдберг        | 13 июня 1995 (30 лет)     | 15 | 0  | Маккаби (Хайфа)      |  |  |
| 4  | Защ | Мигел Витор         | 30 июня 1989 (36 лет)     | 12 | 0  | Хапоэль (Беэр-Шева)  |  |  |
| 5  | Защ | Офри Арад           | 11 сентября 1998 (26 лет) | 9  | 0  | Кайрат               |  |  |
| 12 | Защ | Рой Ревиво          | 22 мая 2003 (22 года)     | 6  | 0  | Маккаби (Тель-Авив)  |  |  |
| 22 | Защ | Офир Давидзада      | 5 мая 1991 (34 года)      | 19 | 0  | Маккаби (Тель-Авив)  |  |  |
|    |     |                     |                           |    |    |                      |  |  |
| 6  | ПЗ  | Нета Лави           | 25 августа 1996 (28 лет)  | 20 | 0  | Гамба Осака          |  |  |
|    | ПЗ  | Дан Глейзер         | 20 сентября 1996 (28 лет) | 17 | 1  | Пари НН              |  |  |
| 8  | ПЗ  | Дор Перец           | 17 мая 1995 (30 лет)      | 41 | 6  | Маккаби (Тель-Авив)  |  |  |
| 10 | ПЗ  | Рамзи Сафури        | 21 октября 1995 (29 лет)  | 13 | 0  | Антальяспор          |  |  |
| 14 | ПЗ  | Гавриэл Каниховский | 24 августа 1997 (27 лет)  | 14 | 1  | Маккаби (Тель-Авив)  |  |  |
| 15 | ПЗ  | Оскар Глух          | 1 апреля 2004 (21 год)    | 12 | 3  | Ред Булл (Зальцбург) |  |  |
| 16 | ПЗ  | Мохаммед Абу Фани   | 27 апреля 1998 (27 лет)   | 22 | 0  | Ференцварош          |  |  |
| 17 | ПЗ  | Гади Кинда          | 23 марта 1994 (31 год)    | 8  | 2  | Маккаби (Хайфа)      |  |  |
| 20 | ПЗ  | Томер Йосефи        | 2 февраля 1999 (26 лет)   | 0  | 0  | Хапоэль (Хайфа)      |  |  |
| 21 | ПЗ  | Идо Шахар           | 20 августа 2001 (23 года) | 0  | 0  | Маккаби (Тель-Авив)  |  |  |
|    |     |                     |                           |    |    |                      |  |  |
| 7  | Нап | Эран Захави         | 25 июля 1987 (37 лет)     | 74 | 35 | Маккаби (Тель-Авив)  |  |  |
| 9  | Нап | Тай Барибо          | 15 января 1998 (27 лет)   | 14 | 3  | Филадельфия Юнион    |  |  |
| 11 | Нап | Лиэль Абада         | 3 октября 2001 (23 года)  | 11 | 1  | Шарлотт              |  |  |
| 13 | Нап | Анан Халили         | 3 сентября 2004 (20 лет)  | 4  | 0  | Юнион                |  |  |
| 19 | Нап | Дор Турджеман       | 24 октября 2003 (21 год)  | 6  | 0  | Маккаби (Тель-Авив)  |  |  |

## Статистика игроков
Данные откорректированы по состоянию на 8 июня 2024 года

### Игроки с наибольшим количеством матчей за сборную
| №  | Имя              | Годы      | Игры | Голы |
| -- | ---------------- | --------- | ---- | ---- |
| 1  | Йосси Бенаюн     | 1998—2017 | 102  | 24   |
| 2  | Таль Бен-Хаим I  | 2002—2017 | 96   | 2    |
| 3  | Арик Бенадо      | 1995—2007 | 94   | 0    |
| 4  | Алон Харази      | 1992—2006 | 89   | 2    |
| 5  | Бибрас Натхо     | 2010—2023 | 88   | 4    |
| 6  | Амир Шелах       | 1992—2001 | 85   | 0    |
| 7  | Мордехай Шпиглер | 1963—1977 | 83   | 32   |
| 7  | Нир Клингер      | 1987—1997 | 83   | 2    |
| 9  | Ави Нимни        | 1992—2005 | 80   | 17   |
| 10 | Таль Банин       | 1990—2003 | 78   | 12   |
| 10 | Ицхак Шум        | 1969—1981 | 78   | 10   |
| 10 | Эяль Беркович    | 1992—2004 | 78   | 9    |
| 10 | Дуду Ават        | 1999—2013 | 78   | 0    |

Жирным выделены действующие футболисты.

### Лучшие бомбардиры сборной
| #  | Футболист          | Период     | Мячи | Матчи | Мячей за игру |
| -- | ------------------ | ---------- | ---- | ----- | ------------- |
| 1  | Эран Захави        | 2010—н. в. | 35   | 74    | 0,47          |
| 2  | Мордехай Шпиглер   | 1963—1977  | 32   | 83    | 0,39          |
| 3  | Йехошуа Файгенбойм | 1966—1977  | 24   | 50    | 0,5           |
| 3  | Йосси Бенаюн       | 1998—2017  | 24   | 102   | 0,24          |
| 5  | Ронен Харази       | 1992—1999  | 23   | 52    | 0,44          |
| 6  | Наум Стельмах      | 1956—1968  | 22   | 61    | 0,36          |
| 7  | Гидеон Дамти       | 1971—1981  | 21   | 69    | 0,30          |
| 8  | Гиора Шпигель      | 1965—1980  | 18   | 44    | 0,41          |
| 8  | Йехошуа Глазер     | 1949—1961  | 18   | 35    | 0,51          |
| 10 | Томер Хемед        | 2011—2018  | 17   | 37    | 0,45          |
| 10 | Алон Мизрахи       | 1992—2001  | 17   | 37    | 0,45          |
| 10 | Эли Охана          | 1984—1997  | 17   | 51    | 0,33          |
| 10 | Ави Нимни          | 1992—2005  | 17   | 80    | 0,21          |

## Главные тренеры сборной Израиля
| Годы работы | Тренер                     |
| ----------- | -------------------------- |
| 1948—1949   | Эгон Полак                 |
| 1949—1950   | Лайош Хесс                 |
| 1950—1953   | Владислав Скали            |
| 1953—1956   | Моше Бейт-хаЛеви           |
| 1956—1958   | Джек Гиббонс               |
| 1958—1959   | Моше Варон                 |
| 1959        | Эли Фокс                   |
| 1959—1963   | Дьюла Манди                |
| 1963—1964   | Джордж Эйнсли              |
| 1964—1965   | Йосеф Мирамович            |
| 1965—1968   | Милован Чирич              |
| 1968—1971   | Эммануэль Шеффер           |
| 1971—1973   | Эдмунд Шмилович            |
| 1973—1978   | Давид Швайцер              |
| 1978—1980   | Эмануэль Шеффер            |
| 1980—1982   | Джек Менселл               |
| 1982—1986   | Йосеф Мирамович            |
| 1986—1988   | Миленко Михич              |
| 1988—1992   | Ицхак Шнеор Яаков Грундман |
| 1992—2000   | Шломо Шарф                 |
| 2000—2002   | Рихард Мёллер-Нильсен      |
| 2002—2006   | Аврам Грант                |
| 2006—2010   | Дрор Каштан                |
| 2010—2011   | Луис Фернандес             |
| 2012—2015   | Эли Гутман                 |
| 2016—2017   | Элиша Леви                 |
| 2018—2020   | Андреас Херцог             |
| 2020—2022   | Вилли Руттенштайнер        |
| 2022        | Гади Брумер                |
| 2022—2024   | Алон Хазан                 |
| 2024—н.в.   | Ран Бен-Шимон              |